# Królikarnia

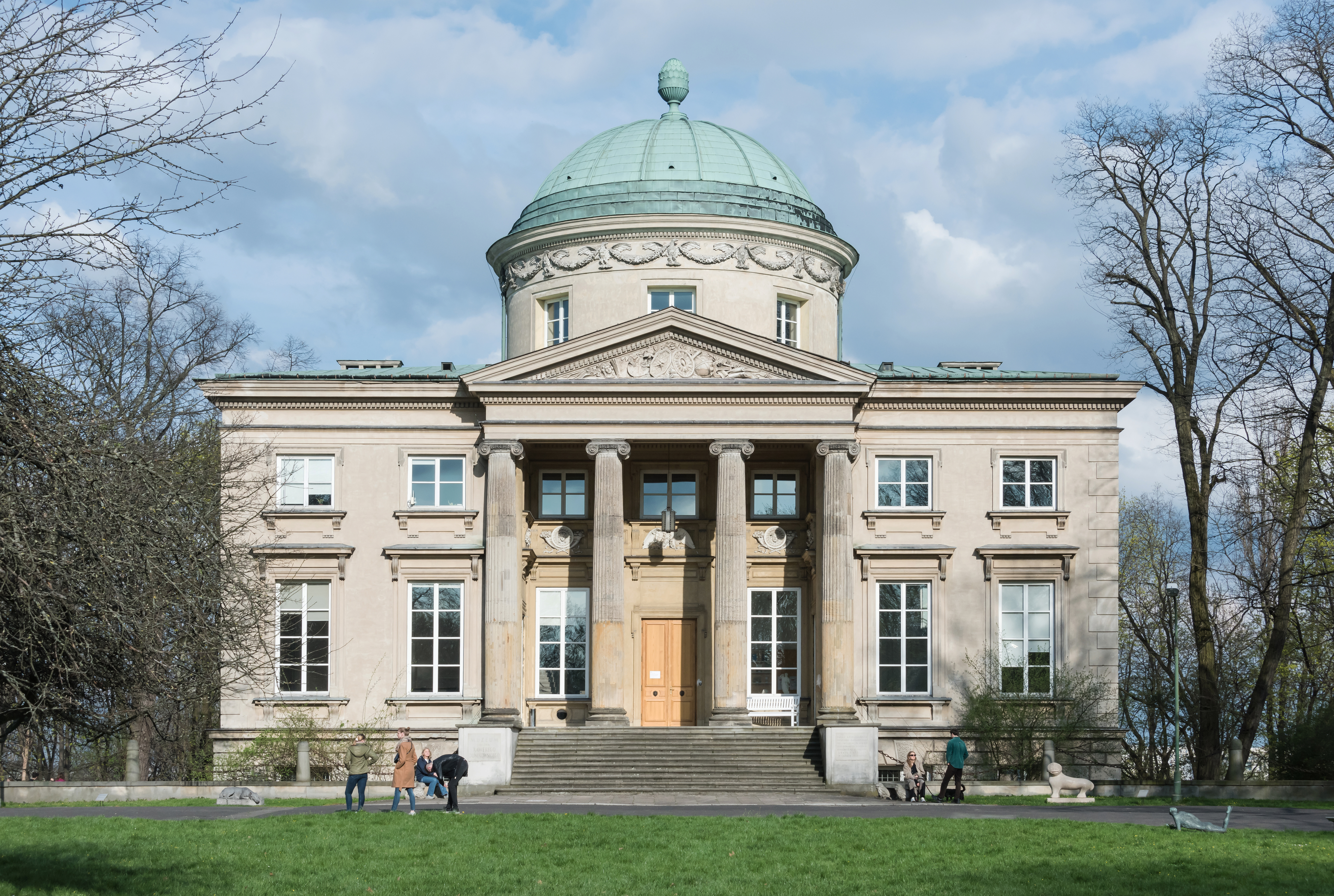
Królikarnia

Królikarnia (Nederlands: Konijnenstal) is een paleis gelegen in de Poolse hoofdstad Warschau in het stadsdeel Mokotów. 

## Geschiedenis
Het paleis dankt zijn naam omdat hier vroeger konijnen werden gefokt voor de Koninklijke jachtpartijen. In 1778 werd het land overgenomen door graaf Karol de Valery Thomatis, de kamerheer van koning Stanisław August Poniatowski. Het paleis werd tussen 1782 en 1786 gebouwd volgens de ontwerpen van Domenico Merlini. Het paleis kreeg de vorm van een Romeins-Renaissance Villa Capra  La Rotanda. Tijdens de Opstand van Kościuszko in 1794 werd het paleis zwaar beschadigd en graaf Thomatis gewond. Tadeusz Kościuszko verbleef vijf dagen in juli 1794 in het paleis. In 1816 werd Królikarnia gekocht door Michał Hieronim Radziwiłł, die er een deel van zijn kunstcollectie onderbracht. In 1849 werd het paleis gekocht door Ksawery Pusłowski. Door het Duitse bombardement op Warschau in 1939 en de Opstand van Warschau in 1944 werd het paleis verwoest. Het paleis werd naar de oorlog herbouwd en heropend in 1964. In 1964, werd in het paleis het Xawery Dunikowski museum ondergebracht met werken van de Poolse beeldhouwer en kunstenaar Xawery Dunikowski.  